# Edició A/B roll
L'edició A/B roll és un terme calcat del muntatge cinematogràfic. Prové de quan el muntatge es realitzava amb pel·lícula fotosensible i s'utilitzaven dues bobines per combinar les seves imatges de diverses formes.

## Origen
Inicialment el món del cinema realitzava els seus muntatges tallant i pegant uns trossos a unes altres, però aquest mètode generava transicions molt brusques, per aquesta raó es va recórrer a altres formes on els dos plànols compartissin la pantalla. Així un, l'A, corria durant un breu període al costat de l'altre, el B. D'aquí l'expressió A roll in B.
Quan es va desenvolupar la televisió es va utilitzar un mesclador d'imatges per combinar dues o més senyals elèctrics provinents de dos o més fonts. En ser l'efecte visual molt semblant a l'aconseguit al cinema se li va aplicar el mateix nom. Posteriorment es va seguir utilitzant aquesta transició quan es va desenvolupar el vídeo i l'edició lineal, encara que el senyal ja no arribava de càmeres rodant en viu, sinó de dos o més magnetoscopis.

## Tipus
L'edició A/B roll pot ser molt variada segons la cortinilla empleada. Una consisteix que la imatge A se superposa gradualment a l'altra, això es coneix com encadenat. Una altra molt habitual és que la imatge existent vagi enfosquint-se o aclarint-se fins a quedar totalment negra o totalment blanca, efecte conegut com fos.
Altres tipus d'edicions A/B roll poden ser les línies que escombren la pantalla de múltiples formes, l'efecte de la imatge A expulsant a la B del camp visual per a dalt o per sota, l'es obri o tancament un cercle tornant la pantalla negra o blanca i, amb els mitjans digitals, qualsevol altra que la tecnologia i la imaginació permetin. Per tant, aquesta edició necessita de més equipament que altres més senzilles i ràpides, però al mateix temps constitueix una eina narrativa.